# 暗腹雪鸡
暗腹雪鸡（学名：Tetraogallus himalayensis）又称高山雪鸡，为雉科雪鸡属的鸟类，俗名高山雪鸡、喜马拉雅雪鸡。分布于俄罗斯、阿富汗以及中国的昆仑山、祁连山脉、喜马拉雅山西部等地，主要生活于高山及亚高山草甸以及灌丛草甸。该物种的模式产地在喜马拉雅山脉。

## 保护
- 中国国家重点保护动物等级：二级

## 亚种
- 暗腹雪鸡南疆亚种（学名：Tetraogallus himalayensis grombszewskii）。分布于中国的昆仑山大约至新疆等地。该物种的模式产地在西昆仑山。[3]
- 暗腹雪鸡指名亚种（学名：Tetraogallus himalayensis himalayensis）。分布于阿富汗、印度以及中国的新疆等地。该物种的模式产地在喜马拉雅山脉。[4]
- 暗腹雪鸡青海亚种（学名：Tetraogallus himalayensis koslowi）。分布于中国的阿尔金山东经祁连山至青海湖等地。该物种的模式产地在阿尔金山,乌兰达坂山及青海湖以南山脉。[5]
- 暗腹雪鸡西疆亚种（学名：Tetraogallus himalayensis sewerzowi）。[6]